# Nicolaas Kuiper
Nicolaas Kuiper (neerlandès: Nicolaas Hendrik (Nico) Kuiper)  (Rotterdam, 28 de juny de 1920 - Heteren, 12 de desembre de 1994), conegut com Nico pels seus amics i col·legues, va ser un matemàtic neerlandès.
Kuiper va fer els estudis universitaris a la universitat de Leiden fins que es va graduar el 1942. A continuació, com que la universitat va ser tancada per les autoritats d'ocupació alemanyes durant la Segona Guerra Mundial, va fer de professor de matemàtiques a la Hogere Burgerschool (una mena d'institut de secundària) de Dordrecht, mentre preparava el doctorat sota la supervisió de Willem van der Woude. El 1946 va obtenir el doctorat a la reoberta universitat de Leiden i, a continuació, va marxar als Estats Units per estar dos anys a l'Institut d'Estudis Avançats de Princeton. Al retornar als Països Baixos el 1950, va ser professor a l'Institut Agrícola de Wageningen (actualment universitat de Wageningen). El 1962 va passar a la universitat d'Amsterdam en la qual va romandre fins al 1971 quan li van oferir la direcció de l'Institut des hautes études scientifiques de París i no va retornar als Països Baixos fins al 1991. Va morir pocs anys després a la seva casa de camp a Heteren.
Durant la seva estada a Wageningen es va interessar per l'estadística; d'aquesta època és el conegut test de Kuiper per verificar la uniformitat de l'orientació de dades no agrupades. Però les seves aportacions més originals van ser en èpoques posteriors en el camp de la topologia, i més específicament en el tema de les immersions i els embeddings.